# Шеленков Георгій Михайлович
Георгій Михайлович Шеленков (23 травня 1938, м. Чернігів — 19 серпня 2009, м. Суми) — український інженер, кандидат технічних наук (1977), лауреат Державної премії України в галузі науки і техніки (1999). 

## Біографія
Народився у сім’ї робітника. У 1955 році закінчив Чернігівську середню школу № 4 і вступив на механічний факультет Київського політехнічною інституту.  
З 1960 року працював на Сумському машинобудівному науково-виробничому об'єднанні імені М. В. Фрунзе: начальник бюро відділу головного зварника, заступник головного зварника, начальник центральної зварювальної лабораторії, начальник науково-виробничого центру зварювання.  
Г. М. Шеленков є автором трьох монографій та 45 наукових робіт з технології зварювального виробництва, має 17 авторських свідоцтв на винаходи.  
Помер 19 серпня 2009 року у м. Суми. 

## Відзнаки і нагороди
Нагороджений орденом «Знак Пошани» (1971), грамотою Президії Верховної Ради УРСР (1983).   
У 1999 році йому присуджена Державна премія України в галузі науки і техніки за комплекс робіт з розробки теоретичних основ створення зносостійких сплавів та організації виробництва з них деталей для різних галузей машинобудування.  

## Праці
- Изготовление и эксплуатация оборудования из титана / [Г. М. Шеленков и др.]. - Киев :  Техніка, 1984. - 120 с.
- Сварка с электромагнитным перемешиванием / [Г. М. Шеленков и др.] ; под общ. ред. В. П. Черныша. - Киев : Техніка, 1983. - 127 с.